# Warm Springs (Nevada)
Warm Springs è una città fantasma, nel bacino di Tonopah, nella Contea di Nye, in Nevada, presso il valico che divide le catene montuose Kawich e Hot Creek (a 38°11′26″N 116°22′12″W). È situata nel punto di congiunzione tra la U.S. Route 6 e la Strada Statale 375 in Nevada, a circa 50 miglia a est di Tonopah. Oggi restano solo due edifici abbandonati.

## Storia

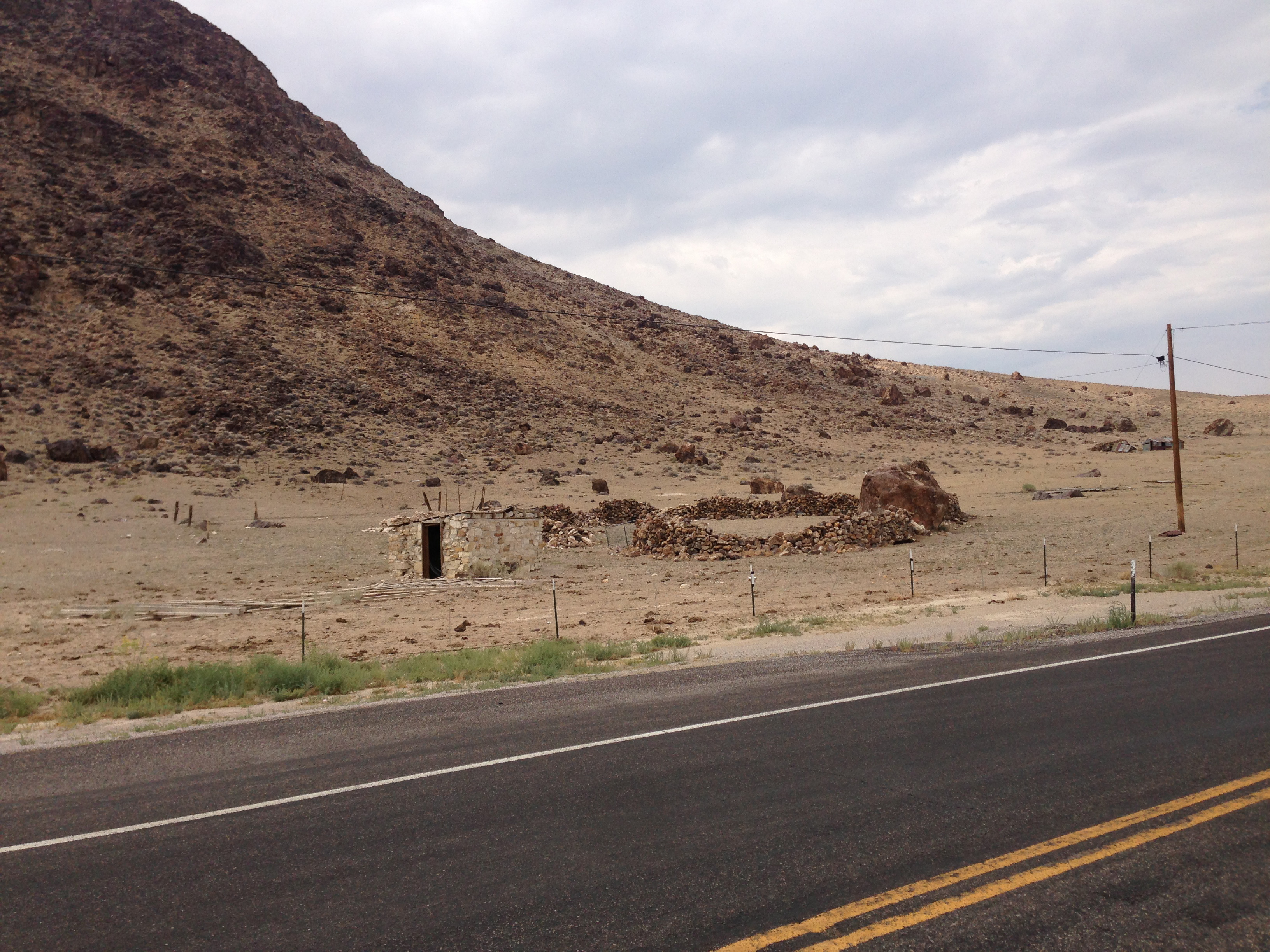
Rovine abbandonate in Warm Springs

Il primo insediamento di bianchi in Warm Springs ebbe luogo nel 1866, quando serviva da scalo per diligenze e altri viaggiatori. Mai più di un piccolo insediamento, la popolazione di Warm Springs si ridusse fino a diventare una città fantasma. Tutto ciò che è rimasto consiste in un unico lampione, una cabina telefonica e diverse capanne costruite su pozze riempite dalle sorgenti calde che danno il nome alla città.